# Chelon labrosus
Chelon labrosus е вид лъчеперка от семейство Mugilidae. Видът не е застрашен от изчезване.

## Разпространение и местообитание
Разпространен е в Албания, Алжир, Белгия, Босна и Херцеговина, България, Великобритания, Гамбия, Германия, Гибралтар, Грузия, Гърнси, Гърция, Дания, Джърси, Египет, Западна Сахара, Израел, Ирландия, Исландия, Испания, Италия, Кипър, Либия, Ливан, Мавритания, Ман, Мароко, Монако, Нидерландия, Норвегия, Палестина, Португалия, Румъния, Русия, Сенегал, Сирия, Словения, Сърбия, Тунис, Турция, Украйна, Фарьорски острови, Франция, Хърватия и Черна гора.
Обитава крайбрежията на сладководни и полусолени басейни, океани, морета и лагуни. Среща се на дълбочина от 4 до 40,3 m, при температура на водата от 10,8 до 17,6 °C и соленост 34,2 – 37,6 ‰.

## Описание
На дължина достигат до 75 cm, а теглото им е максимум 4500 g.
Продължителността им на живот е около 25 години.